# Longgu (socken i Kina, Henan)
Longgu (kinesiska: 隆古, 隆古乡) är en socken i Kina. Den ligger i provinsen Henan, i den centrala delen av landet, omkring 310 kilometer sydost om provinshuvudstaden Zhengzhou. Antalet invånare är 15 530. Befolkningen består av 7 640 kvinnor och 7 890 män. Barn under 15 år utgör 23,0 %, vuxna 15-64 år 67 %, och äldre över 65 år 9,0 %.
Genomsnittlig årsnederbörd är 1 211 millimeter. Den regnigaste månaden är augusti, med i genomsnitt 208 mm nederbörd, och den torraste är januari, med 21 mm nederbörd.